# Холодный (Ростовская область)
Холо́дный — хутор в Волгодонском районе Ростовской области.
Входит в состав Рябичевского сельского поселения.

## География
Близлежащие к хутору водоемы: ерик Подпольный и река Старый Дон.

## История
Хутор Холодный впервые упоминается в списке донских хуторов и станиц в 1837 году. Согласно ему он принадлежал юрту станицы Нижне-Каргальской (с 1844 года Мариинское станичное сообщество) и располагался по левому берегу реки Солоная. По переписи 1846 года в хуторе числилось 49 дворов, было 272 жителя. К концу XIX века насчитывалось 138 дворов, проживало 877 человек, из них казаков и казачек 680. По религиозному признаку деление было следующим: 572 старообрядца, 302 православных, 3 буддиста (калмыки).
В июле 1942 года в окрестностях хутора шли бои, во время которых попало в окружение и погибло около 200 солдат Красной Армии. В 1957 году были произведены перезахоронения из отдельных могил в районе хутора и над братской могилой установлен памятник (номер захоронения в Военно-мемориальном центре ВС РФ 61-232).

## Население
| 1989 | 2002 | 2010 |
| ---- | ---- | ---- |
| 558  | ↘545 | ↘533 |

## Улицы
- пер. Кооперативный,
- ул. Молодежная,
- ул. Набережная,
- ул. Центральная.

## Известные уроженцы
- Федоренко, Светлана Васильевна (1972—2009) — российская лётчица, абсолютная чемпионка Европы по самолетному спорту.